# Wonderman
Wonderman – piosenka angielskiego rapera Tinie Tempah wykonywana wspólnie w duecie z brytyjską piosenkarką Ellie Goulding, która została wydana jako piąty singiel z debiutanckiego albumu artysty Disc-Overy z 2010 roku. Produkcją utworu zajął się Labrinth, który współpracował z raperem również przy piosenkach „Pass Out” oraz „Frisky”.

## Wykonawcy o utworze
Ellie Goulding w wywiadzie, którego udzieliła dla BBC Newsbeat: „[Tempah] Jest jedną z tych osób, w które wierzę, nie tylko ze względu na jego twórczość, ale dlatego, że jest cudowną osobą. [Piosenka] Opowiada o tym, że nie masz tego wszystkiego co byś zapragnął od razu gdy jesteś mały, musisz na to zapracowaćz, następnie jak osiągniesz swój cel jesteś wdzięczny, że tego dokonałeś. Więc mogę się do tego odnieść – to naprawdę fajne”.
Tinie Tempah w rozmowie z brytyjskim magazynem The Sun o poznaniu Goulding: „Spotkaliśmy się właściwie na początku tego roku w Dingwalls w Camden w północnym Londynie, byliśmy na tym samym poziomie [kariery] i po prostu się udało. Ona jest bardzo w porządku dziewczyną, widziała kilka moich występów ja jej również. [Po projekcie] Nadal jesteśmy w kontakcie. Media pytają – „Kiedy będziecie znowu ze sobą współpracować?” Ja na to „Wiecie co, zrobimy coś na [któryś] album”.

## Odbiór krytyków
Nick Levine z portalu Digital Spy dał piosence pozytywną opinię, dając cztery gwiazdki na pięć możliwych, mówiąc: „Typowo sprytna produkcja Labrintha, „Wonderman” łączy elementy rapu, rocka, elektroniki i dance w paczce tak błyszcząco kuszącej, jak najlepszy pop – a następnie owija go niepowtarzalnym, wesołym wokalem Ellie Goulding, brzmiało bardzo niebiańsko, kiedy [ona] śpiewa „the chosen one” (wybrany), określając Tinie. [...]”

## Występy na żywo
Pierwszy raz Tempah wraz z Goulding wykonali utwór na żywo podczas ceremonii otwarcie Brit Awards 2011 w styczniu 2011 roku. Duet wykonał również piosnkę na Coachella Valley Music and Arts Festival w kwietniu 2011. Razem pojawili się z piosenką również na 2011 Radio 1's Big Weekend.

## Teledysk
Teledysk do singla swoją premiera miał miejsce 19 stycznia 2011 na oficjalnym profilu Vevo na kanale YouTube rapera. Reżyserią obrazu zajął się Robert Hale. W komunikacie prasowym stwierdzono, że teledysk jest „wypełnionym zabawą hołdem złożonym klasykowi z lat siedemdziesiątych, serialowi The Six Million Dollar Man. W klipie Tinie występuje w roli agenta „Cudownego człowieka” (Wonerman), któremu pomaga jego asystentka (Ellie Goulding) w ich misji ocalenia świata. Wideo kończy się wiadomością „CIĄ DALSZY NASTĄPI” z Tempah jako tłem.

## Pozycję na listach

### Notowania tygodniowe
| Lista (2011)             | Najwyższa pozycja |
| ------------------------ | ----------------- |
| Irlandia (IRMA)          | 16                |
| Słowacja (Rádio Top 100) | 62                |
| Wielka Brytania (OCC)    | 12                |
| Wielka Brytania (OCC)    | 3                 |
| Szkocja (OCC)            | 15                |

### Notowania roczne
| Lista (2011)                                           | Najwyższa pozycja |
| ------------------------------------------------------ | ----------------- |
| Wielka brytania (UK Singles (Official Charts Company)) | 89                |

## Lista utworów
| Digital download | Digital download                   | Digital download |
| Nr               | Tytuł utworu                       | Długość          |
| ---------------- | ---------------------------------- | ---------------- |
| 1.               | „Wonderman (feat. Ellie Goulding)” | 3:41             |
| 2.               | „Wonderman (instrumental edit)”    | 3:36             |
| 3.               | „Wonderman (Bare Noize remix)”     | 4:14             |
| 4.               | „Wonderman (Jacob Plant remix)”    | 4:47             |
| 5.               | „Wonderman (All About She remix)”  | 3:46             |
| 6.               | „Wonderman (Dirty Duvall remix)”   | 4:17             |
|                  |                                    | 24:21            |

| CD single | CD single                          | CD single |
| Nr        | Tytuł utworu                       | Długość   |
| --------- | ---------------------------------- | --------- |
| 1.        | „Wonderman (feat. Ellie Goulding)” | 3:41      |
| 2.        | „Wonderman (instrumental edit)”    | 3:36      |
|           |                                    | 7:17      |

| Record Store Day 7 vinyl | Record Store Day 7 vinyl           | Record Store Day 7 vinyl |
| Nr                       | Tytuł utworu                       | Długość                  |
| ------------------------ | ---------------------------------- | ------------------------ |
| 1.                       | „Wonderman (feat. Ellie Goulding)” | 3:41                     |
| 2.                       | „Simply Unstoppable (edit)”        | 3:05                     |
|                          |                                    | 6:46                     |